# La morte di Bunny Munro
La morte di Bunny Munro (The Death of Bunny Munro), è un romanzo dell'artista australiano Nick Cave pubblicato nel 2009.

## Storia editoriale
L'autore ha tratto ispirazione per l'opera dal Vangelo secondo Marco e dal saggio femminista SCUM Manifesto, dell'attivista statunitense Valerie Solanas.
È il secondo romanzo dell'artista australiano, ed è stato pubblicato nel 2009, vent'anni dopo la sua prima opera narrativa, E l'asina vide l'angelo.
L'opera è divisa in tre parti Cocksman, Salesman e Deadman che conducono la narrazione verso il tragico climax finale.

## Trama
(Nick Cave, La morte di Bunny Munro)
La storia è ambientata nei dintorni della citta di Brighton nel 2003, i giorni successivi all'incendio del famoso Molo Ovest (West Pier).
Il protagonista è Bunny Munro, un misogino ossessionato dal sesso, un egocentrico tabagista e cocainomane, perennemente ubriaco. Questo antieroe è alla continua ricerca di rapporti sessuali, approfittando del suo mestiere di venditore di prodotti di bellezza porta a porta. Batte le strade con la sua Fiat Punto gialla: sua satiriasi è occasione di umoristiche e grottesche scene che presto si tramuteranno in tragedia.
Sua moglie, Libby, è psicologicamente distrutta dai suoi molti tradimenti, ed è caduta in depressione: Bunny la trova trovata morta suicida rientrando a casa da una delle sue usuali avventure sessuali con una prostituta, impiccata nella camera da letto. L'uomo, che pur amava la moglie, è provato dall'evento e non riesce a continuare a vivere nella casa. Decide perciò di imbarcarsi in un tour di vendite porta a porta nella provincia inglese di Brighton, trascinando con sé il figlio di nove anni, Bunny Junior. La lista di clienti, preparatagli dal suo datore di lavoro e amico Geoffrey, è solo una scusa per introdursi nelle case delle donne e tentare di circuirle. A volte usa il suo sex appeal per avere rapporti sessuali ma non si fa scrupoli, a volte, di approfittare di donne in stato di incoscienza o di drogare delle cameriere di fast food per violentarle, tutto questo mentre il figlio aspetta in macchina, comunque affascinato dall'intraprendenza del padre che, il più delle volte, scatena grottesche ripercussioni di cui anche il piccolo è vittima.
Durante le peregrinazioni, Bunny si reca a trovare il padre, Bunny Senior, malato terminale di tumore ai polmoni e nei comportamenti e nel carattere, la copia esatta del figlio: una persona ripugnante che odia tutti, compreso il figlio e che ripudierà, rimanendo solo.
Le tragicomiche avventure di Bunny e del figlio si concluderanno a causa di un incidente d'auto, nel quale perderà la vita e nel quale Bunny Junior rimane lievemente ferito.

## Personaggi
Bunny MunroIl misogino protagonista, affetto da satiriasi.
LibbyLa depressa moglie di Bunny, suicidatasi all'inizio della storia.
Bunny JuniorIl figlio di Bunny e di Libby di nove anni.
GeoffreyIl datore di lavoro di Bunny, maschilista e perennemente ilare.
PoodleUn collega di Bunny, anch'egli misogino e cocainomane.
Doris PenningtonLa suocera di Bunny: lo odia per aver distrutto la vita della figlia.
Bunny SeniorL'ottantenne padre di Bunny, malato terminale e dal carattere ripugnante.

## Edizioni
- (EN) Nick Cave, The Death of Bunny Munro, Melbourne, Text Publishing, 2009, ISBN 9781921520631.
- (EN) Nick Cave, The Death of Bunny Munro, Edimburgo, Canongate, 2009, ISBN 9781847673763.
- (EN) Nick Cave, The Death of Bunny Munro, New York, Faber & Faber, 2009, ISBN 9780865479401.
- (CA) Nick Cave, La Mort d'en Bunny Munro, traduzione di David Fernández Jiménez, Narrativa, n. 354, Barcellona, Empúries, 2009, ISBN 9788497874229.
- Nick Cave, La morte di Bunny Munro, traduzione di Silvia Rota Sperti, I canguri, Milano, Feltrinelli, 2009, ISBN 9788807702167.
- (DE) Nick Cave, Der Tod des Bunny Munro gekürzte Lesung, traduzione di Stefanie Jacobs, Monaco di Baviera, Der Hörverl, 2009, ISBN 9783867175180.
- (PT) Nick Cave, A morte de Bunny Munro, Rio de Janeiro, Editora Record, 2010, ISBN 9788501087553.
- Nick Cave, La morte di Bunny Munro, traduzione di Silvia Rota Sperti, Universale economica, n. 2264, Milano, Feltrinelli, 2011, ISBN 9788807722646.
- (FR) Nick Cave, Mort de Bunny Munro, traduzione di Nicolas Richard, Parigi, Points, 2011, ISBN 9782757821046.
- (TR) Nick Cave, Bunny Munro'nun Ölümü, traduzione di Avi Pardo, Istanbul, Siren, 2011, ISBN 9786055903138.
- (ES) Nick Cave, La muerte de Bunny Munro, traduzione di Miquel Izquierdo, Narrativa Extranjera, Malpaso Edictiones, 2018, ISBN 9788417081621.
- (CS) Nick Cave, Smrt Zajdy Munroa, traduzione di Michala Marková, Druhé vydání, Praga, Argo, 2019, ISBN 9788025727959.